# Ричкова (Гаринський міський округ)
Ри́чкова (рос. Рычкова) — присілок у складі Гаринського міського округу Свердловської області.
Населення — 117 осіб (2010, 123 у 2002).
Національний склад населення станом на 2002 рік: росіяни — 98 %.